# Betoota
Betoota – miejscowość w Australii, w stanie Queensland z populacją 0 mieszkańców. Najmniejsze miasto w Australii, bez stałych mieszkańców, w ciągu roku mieszkają tam jedynie turyści i przejeżdżający podróżnicy. Położone jest 170 km na wschód od Birdsville i 227 kilometrów na zachód od Windorah.
Znajdujący się w mieście hotel "Betoota" był zbudowany w latach 80. XIX wieku i jest jedynym budynkiem w mieście. Hotel działał do 1997, prowadził go przez 47 lat emigrant z Polski Zygmunt Remienko.